# Crisis (Fernsehserie)
Crisis ist eine US-amerikanische Fernsehserie, die von Rand Ravich entwickelt wurde. Produziert wurde die Serie zwischen 2013 und 2014 von 20th Century Fox Television und Ravich-Shariat Productions für den Fernsehsender NBC. Die Fernsehserie dreht sich um die entführten Schüler einer Eliteschule, unter ihnen der Sohn des Präsidenten, und die daraus entstandene internationale Krise. Die Erstausstrahlung erfolgte am 16. März 2014. Nach nur einer Staffel endete die Serie mit der Ausstrahlung einer Doppelfolge am 21. Juni 2014.

## Handlung
Die Schüler der Ballard High School, eine Eliteschule für Kinder und Jugendliche von reichen Geschäftsleuten, einflussreichen Unternehmern oder wichtigen Diplomaten, sind auf dem Weg zu einem Schulausflug. Unter den Schülern sind Beth Ann Gibson, Amber Fitch, Ian Martinez, Anton Roth, Kyle Devore, Luke Putnam, Sloan Yarrow und Jin Liao sowie der Sohn des Präsidenten, Kyle Devore. Als Begleitperson sind der ehemalige CIA-Analyst Francis Gibson sowie der Klassenlehrer Mr. Nash dabei. Francis nimmt an dem Ausflug teil, weil er die Beziehung zu seiner Tochter Beth Ann verbessern will, die seit der Scheidung der Eltern nicht gut auf ihn zu sprechen ist. Eskortiert wird der Schulbus von den Secret Service-Agenten Hurst und Marcus Finley, der seinen ersten Tag beim Secret Service absolviert. Der Schulbus wird in einen Hinterhalt gelockt und von Unbekannten sowie von Hurst entführt.
Allen Betroffenen wird schnell klar, dass die Entführung nicht zufällig geschah, sondern als Druckmittel gegen die einflussreichen Eltern dient. FBI Special Agent Susie Dunn wird mit dem Fall beauftragt und muss feststellen, dass ihre Nichte Amber Fitch unter den Entführten ist. Das führt dazu, dass sie ihre ältere Schwester Meg Fitch trifft. Im weiteren Verlauf stellt sich heraus, dass Amber in Wahrheit Susies Tochter ist, aber bei Meg aufwuchs und nichts davon weiß, wer ihre wahre Mutter ist. Da Meg ihrer Schwester nicht vertraut, versucht sie auf eigene Faust, ihre „Tochter“ zu retten.
Die Geiseln werden in ein leer stehendes Haus gesperrt. Beth Ann baut langsam eine Beziehung zu ihrem Vater auf, ohne zu wissen, dass er der Drahtzieher der Entführung ist. Francis machte dies, da er Jahre zuvor von der Regierung verraten wurde. Kyle Devore muss damit zurechtkommen, dass alle glauben, dass sie nur seinetwegen entführt wurden. Er freundet sich mit der Außenseiterin Beth Ann an und die beiden kommen sich langsam näher. Beth Anns bester Freund Ian ist in Amber verliebt, muss aber feststellen, dass diese eine Affäre mit Mr. Nash hat.

## Produktion
Im August 2012 kam Rand Ravich die Idee zur Serie und verkaufte diese an den Fernsehsender NBC. Der Sender ließ im Frühjahr 2013 ein Pilotfolge herstellen. Für die Hauptrollen konnte man sich Gillian Anderson, Rachael Taylor, James Lafferty und Dermot Mulroney sichern. Die Hauptbesetzung wurde um die Jungschauspieler Max Schneider, Halston Sage, Stevie Lynn Jones und Joshua Erenberg ergänzt. Für eine Nebenrolle konnte man Mark Valley verpflichten. Nach Sichtung der Pilotfolge wurde im Mai 2013 ein 13-teilige Staffel bestellt, die im Frühjahr 2014 auf dem Sender ausgestrahlt werden wird.
Anfang November 2013 legte man nach fünf fertiggestellten Episoden eine einwöchige Drehpause ein, da man eine Kurskorrektur vornehmen wollte. Die Produzenten glaubten, dass die nachfolgenden Episoden zu sehr von der im Piloten angestrebten Richtung abgewichen seien. Deshalb wurden die Autoren damit beauftragt, die Geschichte und die Drehbücher noch mal zu überarbeiten. Außerdem kam es bei den bereits abgedrehte Episoden zu Nachdrehs. Die Dreharbeiten wurden Mitte November wieder aufgenommen.
Im Mai 2014 gab NBC die Einstellung der Serie nach der ersten Staffel bekannt.

## Besetzung und Synchronisation
Die deutsche Synchronisation entstand nach Dialogbüchern von Katharina Blum und Hans-Werner Schwarz unter der Dialogregie von Schwarz durch die Synchronfirma Scalamedia in München.

### Hauptbesetzung
| Rollenname      | Schauspieler      | Episoden | Synchronsprecher    |
| --------------- | ----------------- | -------- | ------------------- |
| Francis Gibson  | Dermot Mulroney   | 1–13     | Charles Rettinghaus |
| Susie Dunn      | Rachael Taylor    | 1–13     | Caroline Combrinck  |
| Marcus Finley   | Lance Gross       | 1–13     | Patrick Schröder    |
| Mr. Nash        | James Lafferty    | 1–8      | Benedikt Gutjan     |
| Koz             | Max Martini       | 1–12     | Lutz Schnell        |
| Olsen           | Michael Beach     | 1–13     | Ole Pfennig         |
| Beth Ann Gibson | Stevie Lynn Jones | 1–13     | Laura Maire         |
| Amber Fitch     | Halston Sage      | 1–13     | Soraya Richter      |
| Ian Martinez    | Max Schneider     | 1–13     | Tobias Kern         |
| Anton Roth      | Joshua Erenberg   | 1–13     | Alexandros Chlupsa  |
| Meg Fitch       | Gillian Anderson  | 1–13     | Susanne von Medvey  |

### Nebenbesetzung
| Rollenname                  | Schauspieler        | Episoden          | Synchronsprecher |
| --------------------------- | ------------------- | ----------------- | ---------------- |
| Hurst                       | David Andrews       | 1–2, 5, 7         | Claus Brockmeyer |
| Sloan Yarrow                | Shavon Kirksey      | 1–2, 4            |                  |
| Jin Liao                    | Rammel Chan         | 1–2, 4–5, 7, 9–10 |                  |
| Secret Service Agent Valens | Dan Waller          | 1–2               |                  |
| Morgan Roth                 | John Henry Canavan  | 1, 3              |                  |
| Luke Putnam                 | Brandon Ruiter      | 1–5, 7, 10–11     |                  |
| Widener                     | Mark Valley         | 1, 5–11           | Mike Carl        |
| Jakob Vries                 | Arnold Vosloo       | 1, 8              | Andreas Neumann  |
| Kyle Devore                 | Adam Scott Miller   | 1–13              |                  |
| Dutton                      | Jessica Dean Turner | 1–13              |                  |
| Tariq Rind                  | Faran Tahir         | 2                 |                  |
| Noah Fitch                  | David Chisum        | 2, 4–5            | Martin Halm      |
| General Mark Osborne        | Fredric Lehne       | 3                 | Martin Halm      |
| Clark Froy                  | Jonathan Adams      | 3                 |                  |
| President Devore            | John Allen Nelson   | 3, 9, 11–13       | Walter von Hauff |
| First Lady Julia Devore     | Melinda McGraw      | 3, 9, 11, 13      | Carin C. Tietze  |
| Zoe Richmond                | Bryce Gangel        | 6–7, 10–11, 13    |                  |
| Thomas Jefferson Smith      | Fred Dryer          | 6–8, 12           |                  |
| Delman Birch                | Wade Williams       | 10, 11            | Gudo Hoegel      |

## Ausstrahlung
Vereinigte Staaten
Die Premiere der Serie fand am 16. März 2014 auf NBC statt. Nachdem die Serie mit soliden Einschaltquoten startete, ließen diese in den darauffolgenden Wochen nach, sodass am 25. Mai 2014 mit der neunten Folge der niedrigste Wert gemessen wurde. Das Serienfinale lief am 21. Juni 2014 mit einer Doppelfolge. Im Durchschnitt wurde die Serie von 3,98 Millionen Zuschauern verfolgt.
Deutschland
In Deutschland planten zunächst die Free-TV-Sender Kabel eins (ab Herbst 2014) und sixx (ab August 2015) die Serie auszustrahlen, es kam aber in beiden Fällen nicht dazu. Stattdessen fand die Ausstrahlung vom 1. bis zum 22. September 2015 beim Bezahlfernsehsender Sat.1 emotions statt. Im Free-TV strahlte ProSieben die ersten drei Episoden der Serie vom 9. bis zum 23. März 2016 aus. Danach nahm der Sender die Serie wegen Zuschauermangel aus dem Programm.

## Episodenliste
| Nr. | Deutscher Titel             | Originaltitel                       | Erstausstrahlung USA | Deutschsprachige Erstausstrahlung (D) | Regie              | Drehbuch                                | Zuschauer (USA) |
| --- | --------------------------- | ----------------------------------- | -------------------- | ------------------------------------- | ------------------ | --------------------------------------- | --------------- |
| 1   | Der Tag der Wanze           | Pilot                               | 16. März 2014        | 1. Sep. 2015                          | Phillip Noyce      | Rand Ravich                             | 6,53 Mio.       |
| 2   | Code Orange                 | If You Are Watching This, I Am Dead | 23. März 2014        | 1. Sep. 2015                          | Peter Markle       | Rand Ravich                             | 5,14 Mio.       |
| 3   | Wahrheit und Schmerz        | What Was Done to You                | 30. März 2014        | 1. Sep. 2015                          | Mark Piznarski     | Rand Ravich                             | 4,34 Mio.       |
| 4   | Unter Verdacht              | We Were Supposed to Help Each Other | 6. Apr. 2014         | 1. Sep. 2015                          | Fred Keller        | Rand Ravich                             | 4,47 Mio.       |
| 5   | Verbündete wider Willen     | Designated Allies                   | 13. Apr. 2014        | 8. Sep. 2015                          | Christine Moore    | Far Shariat                             | 4,07 Mio.       |
| 6   | Eine Hand wäscht die andere | Here He Comes                       | 20. Apr. 2014        | 8. Sep. 2015                          | Nick Gomez         | Sam Ernst & Jim Dunn                    | 3,73 Mio.       |
| 7   | Kontrollverlust             | Homecoming                          | 27. Apr. 2014        | 8. Sep. 2015                          | Steven DePaul      | Erik Oleson                             | 4,01 Mio.       |
| 8   | Wie weit würden Sie gehen?  | How Far Would You Go                | 4. Mai 2014          | 15. Sep. 2015                         | Sarah Pia Anderson | Dawn DeNoon                             | 3,61 Mio.       |
| 9   | Cyber-Angriff               | You Do Not Know War                 | 25. Mai 2014         | 15. Sep. 2015                         | Joshua Butler      | Sam Ernst & Jim Dunn                    | 2,94 Mio.       |
| 10  | Gefunden!                   | Found                               | 1. Juni 2014         | 15. Sep. 2015                         | Mark Piznarski     | Morenike Balogun & Michael Sonnenschein | 3,88 Mio.       |
| 11  | Ferngesteuert               | Best Laid Plans                     | 15. Juni 2014        | 22. Sep. 2015                         | Eriq La Salle      | Erik Oleson & Dawn DeNoon               | 3,21 Mio.       |
| 12  | Selbstzerstörung            | This Wasn’t Supposed to Happen      | 21. Juni 2014        | 22. Sep. 2015                         | Constantine Makris | Far Shariat                             | 2,74 Mio.       |
| 13  | Der weltbeste Vater         | World’s Best Dad                    | 21. Juni 2014        | 22. Sep. 2015                         | Mark Piznarski     | Rand Ravich                             | 3,04 Mio.       |

## Rezeption
Die Fernsehserie wurde bei Metacritic mit einem Metascore von 63/100 basierend auf 28 Rezensionen bewertet.
Beim Testpublikum galt die Serie als einer der bestbewerteten Neustarts neben The Blacklist.
Felix Böhme von Serienjunkies.de fand, dass die Serie „auf den ersten Blick einen soliden Eindruck“ mache, aber man erkenne „auch schnell, dass die Serie nicht nur wenig Neues zeigt, sondern vor allem auch ihren eigenen Ansprüchen und Erwartungen hinterherläuft“. Er stellt fest, dass „namhafte Darsteller“ nicht ausreichen. Außerdem findet er, dass die Fernsehserie „in eine eher simple Richtung“ reicht, „wo zahlreiche überraschende Wendungen an der Tagesordnung stehen und durch kurzweilige Schockmomente von der eher platten Handlung abgelenkt werden soll“. Im Grunde ist er der Meinung, dass „die Prämisse in einen 90-minütigen Film passt und in kürzester Zeit abgehandelt werden könnte.“